# 新潟県道149号荒浜停車場線
新潟県道149号荒浜停車場線（にいがたけんどう149ごう あらはまていしゃじょうせん）は、新潟県刈羽郡刈羽村内を通る一般県道である。

## 概要

### 路線データ
- 起点：荒浜停車場（新潟県刈羽郡刈羽村大字正明寺字沢田）
- 終点：新潟県刈羽郡刈羽村大字下高町（新潟県道369号黒部柏崎線交点）

## 地理

### 通過する自治体
- 新潟県刈羽郡刈羽村

### 接続する道路
- 刈羽村道（起点：刈羽村大字正明寺字沢田、「荒浜駅」前）
- 新潟県道369号黒部柏崎線（終点：刈羽村大字下高町）

### 周辺
- JR越後線 荒浜駅
- 荒浜駅前郵便局